# توني بيورك
توني بيورك (بالفنلندية: Tony Björk)‏ (25 أكتوبر 1983 بفآسا في فنلندا - ) هو سياسي ولاعب كرة قدم فنلندي في مركز الوسط. لعب مع نادي فآسا وVasa IFK ‏.

## وصلات خارجية
- توني بيورك على موقع قاعدة بيانات كرة القدم.إي يو (الإنجليزية)
- توني بيورك على موقع Soccerway.com (الإنجليزية)